# Неживка (приток Неживки)
Неживка — ручей в Троснянском, Кромском и Дмитровском районах Орловской области, правый приток реки Неживка. Исток ручья находится у юго-восточной окраины села Похвистнево, на отметке высоты 214 м, течёт в северо-западном направлении, впадает в 11 км по левому берегу реки Неживка, южнее деревни Крупышино, на отметке высоты 184 м. Длина реки составляет 13 км.

## Данные водного реестра
По данным государственного водного реестра России относится к Окскому бассейновому округу, водохозяйственный участок реки — Ока от истока до города Орёл, речной подбассейн реки — бассейны притоков Оки до впадения Мокши. Речной бассейн реки — Ока.
Код объекта в государственном водном реестре — 09010100112110000017708.